# Languengar
Languengar, trève de Lesneven, faisait partie de l'archidiaconé de Kemenet-Ily relevant de l'évêché de Léon et était sous le vocable de sainte Azénor, mère de saint Budoc. Elle est issue d'un démembrement de la paroisse primitive de Plouider.

## Toponymie
Le nom de la localité est attesté sous les formes Lagangar en en 1420 et Languengar en 1516.

## Histoire
En 1759, une ordonnance de Louis XV ordonne à la trève de Languengar de fournir 3 hommes et de payer 19 livres pour « la dépense annuelle de la garde-côte de Bretagne ».
La cure de Languengar était en 1786 l'une des plus pauvres du diocèse de Léon avec moins de 300 livres de revenu, pas plus que la portion congrue à cette date.